# PASKAL
Le Pasukan Khas Laut (Forces spéciales de la Marine), communément appelé PASKAL, constitue les Forces spéciales de la Marine royale malaisienne, employées dans l'action directe et les opérations de reconnaissance spéciale. 
Le PASKAL est également destiné aux opérations de guerre non conventionnelle, de guérilla, de guerre de jungle, de lutte antiterrorisme, à la protection rapprochée des VIP, aux assassinats d'ennemis spécifiques et au sauvetage d'otages, ainsi que l’assistance militaire à des forces armées étrangères (Foreign Internal Defense - FID).
Il a été officiellement créé le 1er octobre 1980, après cinq ans de mise en place, pour faire respecter la zone économique exclusive de la Malaisie par des opérations maritimes, aériennes et terrestres (semblables celle des SEALs de la Marine des États-Unis).

## Histoire
Le PASKAL a son origine dans un besoin perçu d'un régiment de sécurité formé aux opérations maritimes modernes. Son but principal était la protection des bases navales et des biens nationaux de la Malaisie. (À cette époque, la Marine royale malaisienne, la base principale de TLDM était connue sous le nom de KD Malaya (Kapal Diraja Malaya; Le navire de Sa Majesté Malaisie), anciennement connu sous le nom de HMS Malaya avant l'indépendance, dans Woodlands, Singapour, qui a ensuite été transféré à la nouvelle base navale dans Lumut, Perak lorsqu'il a été achevé En 1979.
Le régiment de sécurité est composé en grande partie de marins responsables de la sécurité des sites stratégiques tels que les bases et les dépôts de munitions. Lorsque la base navale principale à Lumut est devenue disponible, le siège de PASKAL y a été créé en 1981.

### Formation initiale
À la suite de Convention des Nations unies sur le droit de la mer (UNCLOS), la Malaisie a été parmi les premières nations à revendiquer le droit d'étendre les frontières maritimes au-delà de la limite 12 (nautique). La nouvelle unité reçoit une formation de base au Special Warfare Training Center, Sungai Udang, Malacca par le Grup Gerak Khas.
En 1977, le premier lot de 30 officiers, dirigé par le capitaine Sutarji Bin Kasmin (maintenant amiral, à la retraite), a été envoyé à Kota Pahlawan, Surabaya, en Indonésie, pour recevoir une formation sur la jungle délivrée par la marine indonésienne KOPASKA. À leur retour, les cadres ont été désignés sous le nom de Commandos de la Marine.
Pour améliorer et diversifier leurs compétences, ils sont formés à Portsmouth, Royaume-Uni avec UK Royal Marines Commandos et en Californie par US Navy Seals. Quelques-uns, y compris l'officier supérieur de TLDM, le Lieutenant-Commandant Ahmad Ramli Kardi a voyagé à Coronado, en Californie, à Norfolk et en Virginie pour recevoir une formation supplémentaire par les US Navy SEALs.

### Zone économique exclusive
En avril 1980, la Malaisie a déclaré que sa ZEE atteignait jusqu'à 200 milles marins de la côte, conformément à la Convention des Nations unies sur le droit de la mer. Cette décision a affecté le plan de développement car une flotte navale est directement responsable du contrôle et de la protection de ses eaux nationales et a fait de la Malaisie une nation littorale maritime d'environ 598 450 kilomètres carrés (environ 231 060 milles carrés), dont environ quatre milles et demi de littoral et plus Mille îles.
Le 1er octobre 1982, PASKAL a été officiellement constitué comme l'instrument utilisé pour faire respecter la ZEE malaisienne. Dans le but de renforcer sa revendication sur les eaux de Îles Spratleys (sujettes à des demandes multiples de plusieurs pays), le Conseil de sécurité nationale de la Malaisie a imposé le PASKAL en tant qu'agents maritimes de lutte contre le terrorisme en 1991.

## Panglima Hitam
Le 15 avril 2009, le commandement de l'équipe PASKAL (PTC) a été officiellement nommé KD Panglima Hitam lors d'une cérémonie tenue au siège royal de la marine malaisienne à Lumut, Perak par le roi de Malaisie, Yang di-Pertuan Agong Tuanku Mizan Zainal Abidin pour honorer le service de PASKAL.
KD Panglima Hitam traduit en anglais comme Chevalier noir, inspiré de Sa Majesté Sultan de Selangor, Sultan Sharafuddin Idris Shah Al Haj ibni Al Marhum Sultan Salahuddin Abdul Aziz Shah Al Haj en tant que membre honoraire Capitaine de la marine. Au total, 34 noms de sultans et 56 noms communs ont été proposés à la TLDM et ont été choisis: KD Panglima Hitam, KD Halilintar et le KD Maharaja Lela.
Panglima Hitam est un titre traditionnel décerné à des guerriers éprouvés pendant l'ère des différents Sultanats malais dans Perak, Selangor et Johore se référant à un guerrier habile dans les tactiques de combat. Le symbolisme de l'histoire et du mythe de Panglima Hitam reste emblématique, représentant la force, la prouesse militaire et le sens stratégique,.

## Exemples

### Taiping, Perak
Au cours de son passage avec ses sept frères à Makassar, Sulawesi, Daeng Kuning s'installa à Kuala Larut tandis que ses frères continuaient dans d'autres destinations dans l'archipel malais. Tout au long de sa vie, il portait des vêtements noirs et était plus qualifié en légitime défense que ses frères et sœurs.

### Kuala Selangor, Selangor
Il était garde du corps contre le sultan Ibrahim, le second sultan de Selangor et le sultan Muhammad, le troisième sultan de Selangor. Son corps a été enterré à côté des tombeaux des rois de Malawati Hill. Avant sa mort, il était strictement contraint d'avoir été enterré devant la tombe royale.

### Jugra, Selangor
Un garde du corps sous le règne du défunt sultan Abdul Samad, le quatrième sultan de Selangor. Par des histoires orales des aînés, son vrai nom est Daeng Ali et sa tombe est située au mausolée royal de Jugra.

### Muar, Johor
Son vrai nom est Baginda Zahiruddin et il est de Padang Pariaman Minangkabau, île de Sumatera, en Indonésie. Il est le fondateur de Silat Lintau en Indonésie et est venu en Malaisie au 16e siècle. Il a travaillé avec les populations locales pour éradiquer et éliminer le piratage dans l'estuaire de Sungai Muar.

### Segamat, Johor
Il était le chef militaire responsable de la défaite des groupes rebelles pendant la guerre Jementah, qui s'est déroulée dans la région de Segamat. Sa tombe est située à Jementah à Segamat, Johor.

## Rôles et responsabilités
Un rôle de PASKAL est de lancer des opérations offensives indépendamment via la mer, la terre et l'air dans les eaux contrôlées par l'ennemi. Les agents de PASKAL sont formés pour mener des opérations maritimes telles que le piratage anti-piraterie, le naufrage et le piratage. (La sécurité de plus d'une trentaine de plates-formes pétrolières offshore dans les eaux malaisiennes est la responsabilité de PASKAL. L'unité organise régulièrement des exercices d'entraînement sur chaque plate-forme.
D'autres rôles de PASKAL incluent la sécurisation des têtes de plage, les raids de reconnaissance de pénétration profonde, la structure et la démolition sous-marine et le sabotage. PASKAL gère également le sabotage sous-marin du port, les embarcations d'embarquement, les missions antiterroristes, les infiltrations derrière les lignes ennemies et le déminage.
Une formation conjointe spéciale avec des unités spéciales de l'armée est menée régulièrement sur des compétences spécialisées telles que HALO et HAHO sauts de parachute sur l'eau et par terre.
Les détachements PASKAL sont stationnés sur des stations maritimes sensibles de la Malaisie, en particulier sur l'atoll de Layang-Layang, tandis que d'autres détachements sont en permanence aménagés sur des navires TLDM.

## Sélection et formation
En tant qu'unité Forces spéciales, le personnel de PASKAL doit être mentalement et physiquement agile. Chaque nouveau stagiaire subit trois mois du cours de base du Commando à la base navale Lumut de TLDM.
Les candidats doivent être âgés de moins de 30 ans et en bonne santé. Ils doivent compléter et passer le cours de base du Commando avant d'assister au Centre de formation spéciale de la guerre (Pusat Latihan Peperangan Khas, PULPAK) à Sungai Udang, Malacca pour subir une formation basique en parachute.
Ensuite, la formation avancée de première classe où ils reçoivent une formation dans des domaines tels que la médecine, les communications, les explosifs et la réparation électromécanique.
Ils doivent passer un test physique tous les trois mois.
L'affectation à PASKAL est subordonnée au passage du test de dépistage physique PASKAL (Physical Screening Test; PST). Les stagiaires potentiels devraient dépasser les minimums.
Entre autres activités, la PST se compose:
- 7,8 km en 24 minutes (moins de 24 ans)
- 1,5 km nager dans plus de 25 minutes (dans une piscine)
- 6,4 km baignade en pleine mer avec pleine charge de mission - moins de 120 minutes
- Parachutisme nocturne à haute altitude, c'est-à-dire collines, bâtiments et sur la surface de l'océan
- Nage libre pour 1,5 km en moins de 31 minutes
- Survivre dans l'eau avec les mains et les pieds complètement attachés (antidéflagrant)
- Plongée sans appareil respiratoire pour un minimum de 7 m de profondeur

### Recrutement de base
- Pré-sélection / échauffement
- Commando PASKAL de base
- Endurance de plongée
- Plongée sous-marine de base

### Développement de carrière
- Inscription de première classe
- Manœuvre de combat sous-marine
- Inscription au taux de référence
- Inscription de maître d'école
- Combat de plongée sous-marine supérieur

Les membres de PASKAL conduisent des formations avec des unités antiterroristes de la nation alliée telles que le SAS australien, SAS Britannique, US Navy Seals, etc.
Le 26 août 1991, le Conseil de sécurité nationale a déclaré PASKAL en tant que principal contre-terroriste malaisien chargé de la sécurité plate-forme pétrolière et pétrolier. Il forme l'un des éléments de la force de réaction rapide.
Les tactiques et l'organisation PASKAL sont fortement influencées par le Special Boat Service britannique (SBS) et le Groupe de Développement de Guerre Spéciale Navale États-Unis (SEAL Team Six – DEVGRU). PASKAL s'entraine habituellement avec GGK ainsi que US Navy Seals, la marine indonésienne KOPASKA et la SBS.

## Équipes et structure

### Unités d'opérations spéciales navales
Les détails de la main-d'œuvre de cette unité sont très classés. On croit qu'il s'agit d'un régiment divisé en deux unités opérationnelles - PASKAL Unit Satu (PASKAL - Première unité) basée dans la base Amphibie navale de Lumut dans Perak sur Malaisie péninsulaire et PASKAL Unit Dua (PASKAL - 2e unité) basée À KD Sri Semporna, une base navale amphibie dans Semporna, Sabah. Une entreprise-force (détachement) est basée à Teluk Sepanggar Base Navale près de Kota Kinabalu, Sabah.

### Structure
PASKAL s'organise opérationnellement dans des escadrons d'au moins quatre entreprises (ou pelotons) chacun. Chaque entreprise est à son tour organisée autour de la structure Bérets Verts Américains des détachements Alpha, Bravo, Charlie et Delta. La plus petite unité PASKAL est la troupe de bateaux, avec sept hommes. Chaque entreprise PASKAL se compose:
Alpha peloton
La Force polyvalente d'opérations spéciales, principalement formée pour la lutte contre le terrorisme maritime et d'autres opérations de sauvetage dans les navires de charge et les plates-formes pétrolières ainsi que sur les terrains urbains. Ce peloton est équipé de systèmes de recouvrement individuels pour Combat à proximité.
Bravo peloton
Une équipe de plongée en combat d'oxygène et une équipe spéciale d'opérations aériennes, qui permettent une infiltration tranquille du territoire de l'ennemi. Cette équipe est également formée à la collecte de données de renseignement pour aider l'équipe d'assaut.
Charlie peloton
Une équipe auxiliaire avec le rôle de renforcer la capacité d'opérations spéciales derrière les lignes ennemies.
Delta peloton
L'équipe de guerre conventionnelle qui a dominé la guerre amphibie des équipes PASKAL avec des compétences d'opération spéciales sur le terrain et des sniping.
Chaque escadron contient un mélange de spécialistes qui est ajusté pour les spécificités de la mission ou de la zone où il est chargé d'opérer. Chaque escadron porte normalement une équipe de renseignement de combat (Tim Risik Gempur, TRG), formés à l'intelligence tactique maritime, à la contre-intelligence et aux opérations psychologiques.

## Uniformes et insignes
Bœuf coloré violet rouge (Magenta)
Le béret magenta reflète l'identité de PASKAL et sa relation étroite avec le Corps du Marin indonésien.
Cordon bleu marine
La lanière bleu marine reflète la Marine royale malaisienne et reflète peut-être ses formateurs fondateurs, le Royal Marines Commando britannique.
Camouflage
L'uniforme de camouflage PASKAL est identique à celui porté par US Navy Seals. Cela reflète la relation étroite avec cette unité des forces spéciales des États-Unis dont PASKAL reçoit une formation.
Trimedia
Le "Trimedia" est l'emblème principal de PASKAL qui est utilisé par tous les opérateurs PASKAL. Les différentes composantes symbolisent:
- Aile - le symbole traditionnel pour la capacité aérienne
- Embrasse anti jambe et masque facial - symbolise la capacité d'infiltration maritime
- Dague de combat - symbolise la capacité de la guerre de la jungle
- Ancre - le symbole de la Marine royale malaisienne.